# Bogatek wspaniały

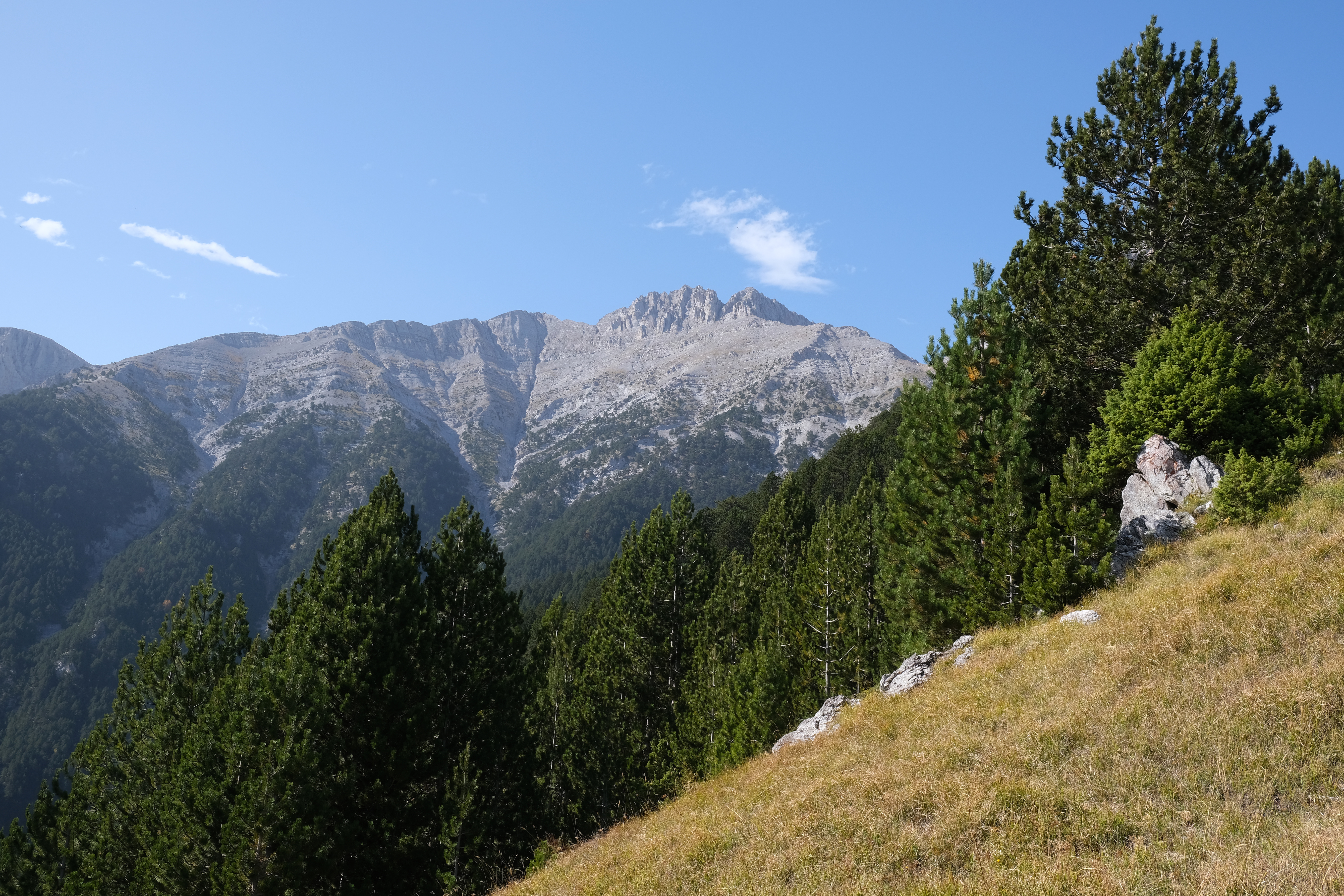
Lasy w masywie Olimpu są miejscem występowania jednej z najliczniejszych na świecie populacji bogatka wspaniałego

Bogatek wspaniały (Buprestis splendens) – gatunek chrząszcza z rodziny bogatkowatych (Buprestidae). Jeden z najrzadszych chrząszczy Palearktyki, relikt lasów pierwotnych, uważany za symbol ochrony owadów. W Polsce wykazywany ostatnio jedynie z Puszczy Białowieskiej.
Bogatek wspaniały został wpisany do Polskiej czerwonej księgi zwierząt w kategorii CR (ang. critically endangered – gatunek krytycznie zagrożony wyginięciem) i do Czerwonej księgi gatunków zagrożonych IUCN w kategorii EN (ang. endangered – zagrożony wyginięciem).

## Systematyka
Bogatek wspaniały jest jedynym europejskim przedstawicielem podrodzaju Cypriacis skupiającego najbardziej prymitywne gatunki z rodzaju Buprestis. W obrębie gatunku wyróżniane są dwa podgatunki – zamieszkujący Europę podgatunek nominatywny B. splendens splendens oraz spotykany na dalekim wschodzie podgatunek B. splendens niponica Hoscheck, 1931, opisywany niegdyś jako B. niponica lub B. aurulenta niponica.
Blisko spokrewniony z, dawniej nieodróżnianym i traktowanym jako synonim, północnoamerykańskim gatunkiem Buprestis aurulenta, którego sporadyczne zawlekanie wraz z drewnem głównie do miast portowych w Europie i Japonii powodowało powstanie błędnych informacji na temat rzeczywistego rozmieszczenia stanowisk omawianego gatunku.

## Zasięg geograficzny
Gatunek znany jest głównie z izolowanych, reliktowych populacji na kontynencie europejskim, ponadto wzmiankowany z Chin oraz Japonii (podgatunek B. splendens niponica). Istnieją również niepewne informacje o występowaniu omawianego taksonu na Syberii.
W Europie czynne lub prawdopodobnie czynne stanowiska znajdują się w Albanii, Bośni i Hercegowinie, Grecji (populacje w masywie Olimpu i w górach Pindos), Włoszech (dwie górskie populacje w regionie Basilicata), Rumunii (w ostatnich latach potwierdzona populacja w południowo-zachodniej części kraju, w Karpatach), Rosji (w pobliżu granicy z Finlandią) i Polsce.
W przeszłości gatunek występował w środkowej Europie. Bogatek wspaniały z całą pewnością jest wymarły w Szwecji i Austrii, a także w Niemczech, gdzie znany był z pojedynczego, opisanego przed 1900 rokiem stanowiska w Bawarii. Prawdopodobnie wymarł na Ukrainie, skąd wykazany był na podstawie jednego okazu zebranego niedaleko Kijowa w połowie XX wieku, oraz w Hiszpanii, gdzie notowany był na podstawie trzech okazów odłowionych na przestrzeni ostatnich 50 lat w trzech różnych lokalizacjach.
Ponadto Buprestis splendens, prawdopodobnie jako zawleczony z drewnem, stwierdzany był w Finlandii oraz w Danii i Wielkiej Brytanii, jednak w tych dwóch ostatnich przypadkach nie ma pewności, czy odłowione okazy zostały prawidłowo oznaczone i czy nie należały one do północnoamerykańskiego gatunku Buprestis aurulenta.
W Polsce gatunek odnotowany został z okolic Torunia (w połowie XIX wieku), z Wielkopolskiego Parku Narodowego (stwierdzenia w latach 1955–1956) oraz z Puszczy Białowieskiej, która jest obecnie jedynym w kraju miejscem występowania tego chrząszcza. W latach 1919–2010 zaobserwowano tu ponad 35 osobników omawianego gatunku. Najbardziej aktualne stwierdzenia pochodzą z okolic stacji kolejowej niedaleko Grudek (2000 rok) oraz Rezerwatu Ścisłego w Białowieskim Parku Narodowym (2005 rok). Ponadto w maju 2006 roku świeżo rozdeptany okaz bogatka wspaniałego odnaleziony został na posadzce kościoła katolickiego w Białowieży.

## Morfologia

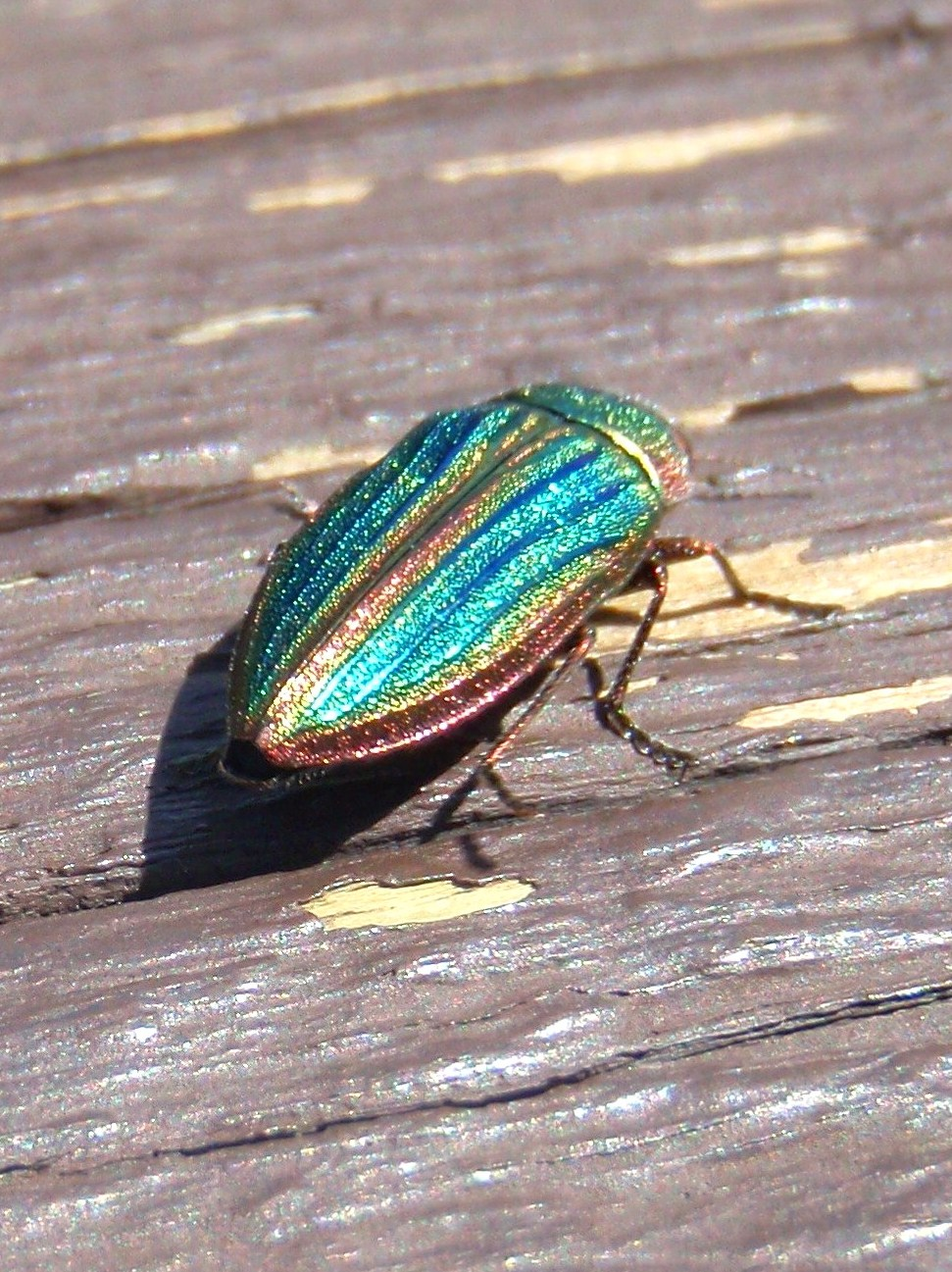
Zbliżony morfologicznie północnoamerykański gatunek Buprestis aurulenta. Park Narodowy Yellowstone, USA

Ciało postaci dorosłych nieco spłaszczone, owalne w zarysie, długości 15–29 mm. Jego dolna powierzchnia jest jasna, złoto-zielona, górna natomiast z reguły zielono-złota, rzadziej fioletowo-purpurowa lub szmaragdowa. Pokrywy często metalicznie połyskujące, z dwoma purpurowo złocistymi paskami biegnącymi wzdłuż ciała. Jeden z nich występuje przy ich zewnętrznej krawędzi i zazwyczaj jest słabo widoczny, drugi, bardziej wyraźny przebiega blisko szwu.
Pokrywy posiadają po cztery żeberka i są wyraźnie punktowane. Przedplecze ponad dwukrotnie szersze niż długie, lekko wypukłe, z małym zagłębieniem przed tarczką. Jego powierzchnia jest punktowana – w zewnętrznych partiach gęsto i regularnie, w części centralnej słabiej; czasem obecna jest słabo widoczna, pozbawiona punktowania linia środkowa. Głowa gęsto biało owłosiona, prawie płaska, z podłużnym czarnym żeberkiem na czole.
Dymorfizm płciowy zaznaczony w budowie brzegów pokryw (u samca z ząbkiem, u samicy bez) oraz ostatniego widocznego sternitu odwłoka (u samca ścięty, u samicy zaokrąglony).
Budowa jaja, larwy oraz poczwarki nie zostały do tej pory opisane.

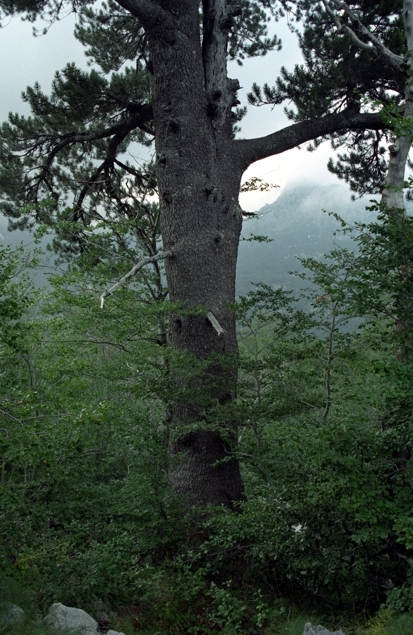
Sosna bośniacka, podstawowy gatunek żywicielski włoskich populacji bogatka wspaniałego

## Siedlisko
Buprestis splendens zasiedla wyłącznie świetliste, niżowe i górskie lasy iglaste oraz mieszane o charakterze naturalnym. Muszą one obfitować w stojące martwe lub zamierające okazy drzew szpilkowych o dużych gabarytach.
Zasiedla zarówno tereny nizinne (100–200 m n.p.m.), jak i górskie (do 2000 m n.p.m.).

## Rośliny pokarmowe
Jako rośliny pokarmowe larw podawane są sosna zwyczajna Pinus sylvestris, sosna czarna P. nigra, sosna pinia P. pinea, sosna bośniacka P. heldreichii, sosna gęstokwiatowa P. densiflora, modrzew europejski Larix decidua, jodła pospolita Abies alba, jodła grecka A. cephalonica oraz świerki Picea sp., w tym świerk pospolity Picea abies. Poszczególne populacje mogą mieć odrębne preferencje względem rośliny pokarmowej, np. na jednym z włoskich stanowisk wykorzystywana jest głównie rosnąca w reliktowych populacjach na szczytach wzniesień sosna bośniacka, natomiast w Rumunii faworyzowana jest sosna czarna. Rośliny żywicielskie polskiej populacji nie są znane, wiadomo jedynie o pojedynczym przypadku wyhodowania postaci dorosłych z zasiedlonej deski świerkowej o niepewnym pochodzeniu.
Owady dorosłe prawdopodobnie nie pobierają pokarmu, w każdym razie mogą przystępować do rozrodu bez konieczności żerowania uzupełniającego.

## Cykl rozwojowy i aktywność
Osobniki dorosłe obserwowane są zazwyczaj w czerwcu i lipcu, rzadziej w maju i sierpniu. Sporadycznie zdarzają się wczesnowiosenne pojawy w marcu i kwietniu, które w większości tłumaczyć można wylęgiem z drewna przetrzymywanego w sztucznych warunkach, np. w ogrzewanych budynkach. Chrząszcze przebywają zwykle w koronach drzew iglastych rzadko pojawiając się natomiast na drewnie leżącym na dnie lasu. Wykazują aktywność dzienną, szczególnie nasiloną przy ciepłej i słonecznej pogodzie.
Zapłodnione samice bogatka wspaniałego składają jaja w szczelinach martwego drewna roślin żywicielskich, zazwyczaj w koronach wykorzystywanych drzew, rzadziej niżej, na wysokości od kilkunastu do trzech metrów nad poziomem gruntu. Okres składania jaj u pojedynczej samicy wynosi nie więcej niż 10 dni. Jako materiał lęgowy wykorzystywane jest twarde, suche i często pozbawione już kory drewno dobrze nasłonecznionych, stojących pni o średnicy powyżej 40 cm lub grubych, martwych konarów. Larwy w trakcie rozwoju drążą w drewnie chodniki, a przed przeobrażeniem przygotowują położoną głęboko w drewnie kolebkę poczwarkową oraz chodnik wyjściowy zakończony otworem wylotowym o spłaszczonym, soczewkowatym kształcie. Długość cyklu rozwojowego nie jest dokładnie znana, ale wynosi prawdopodobnie około 7 lat, choć w skrajnych warunkach, np. w drewnie przetworzonym może przedłużyć się nawet do 20 lat.
Znane są przypadki wylęgu bogatka wspaniałego z drewna przetworzonego, np. desek podłogowych, mebli czy drewnianych elementów budynków – żerowiska larw tego gatunku odnaleziono między innymi w drewnianych elementach konstrukcji dawnego carskiego pałacu myśliwskiego w Białowieży. Prawdopodobnie zawsze jednak było to drewno zasiedlone jeszcze w lesie, przed ścięciem i przetworzeniem, w którym larwy jedynie kończyły swój rozwój.

## Zagrożenia i ochrona
W skali świata chrząszcz ten uznawany przez Międzynarodową Unię Ochrony Przyrody i Jej Zasobów (IUCN) za zagrożony wyginięciem (kategoria EN). Powodem takiej oceny jest mała powierzchnia zasiedlana obecnie przez ten gatunek (mniej niż 500 kilometrów kwadratowych dla wszystkich znanych populacji łącznie), przywiązanie do zagrożonych gospodarką leśną drzewostanów o charterze naturalnym oraz silna izolacja poszczególnych stanowisk gatunku.
W skali kraju gatunek wpisany do Polskiej czerwonej księgi zwierząt jako krytycznie zagrożony (kategoria CR). Głównymi powodami takiego stanu rzeczy jest zanikanie iglastych i mieszanych lasów o charakterze pierwotnym, usuwanie martwych drzew iglastych z lasów oraz silna izolacja genetyczna jedynej w Polsce białowieskiej populacji.
W Polsce (od 2001 roku), jak i w całej Unii Europejskiej gatunek podlega ochronie prawnej. Figuruje w II oraz IV załączniku dyrektywy siedliskowej, a jego obecność na danym terenie może być podstawą do wyznaczenia specjalnego obszaru ochrony siedlisk w ramach sieci Natura 2000. Ponadto wpisany został do II załącznika konwencji berneńskiej. Część stanowisk znajduje się na obszarach chronionych przez parki narodowe. Dotyczy to między innymi jednej z dwóch populacji we Włoszech. Polska populacja w Puszczy Białowieskiej częściowo chroniona jest w obrębie Białowieskiego Parku Narodowego.